# サヴォイア公国

サヴォイア公国
Ducatus Sabaudiae (ラテン語)
Duché de Savoie (フランス語)
Ducato di Savoia (イタリア語)
Ducato di Savouè (アルピタン語)

国の標語: Foedere et Religione Tenemur（ラテン語）
我等、法と神によって守られん
16世紀のサヴォイア公国。白線は現国境

サヴォイア公国またはサヴォワ公国（サヴォイアこうこく、イタリア語: Ducato di Savoia、フランス語: Duché de Savoie）は、サルデーニャ王国の前身となった公国（公爵領）である。

## 歴史
1416年、サヴォイア家のサヴォイア伯アメデーオ8世が、神聖ローマ皇帝ジギスムントから公爵の位を与えられて成立した。
現在のイタリア北西部（現ヴァッレ・ダオスタ州、ピエモンテ州）と、フランス東部サヴォワ地方や、現アルプ＝マリティーム県、ジュネーヴ（現スイス）も含んだ。首都は、サヴォイア伯爵領の頃からシャンベリ（現フランス）であったが、1563年にトリノに遷都された。
1718年に締結されたロンドン条約の結果、1720年にサヴォイア公ヴィットーリオ・アメデーオ2世はシチリア島（シチリア王国）を手放す代わりに、ハプスブルク家の所領だったサルデーニャ島（サルデーニャ王国）を獲得した。一方、サヴォイア公爵領も、イタリア統一によりイタリア王国の一部となって解消されるまで存続した。